# Linha 8 do Tramway d'Île-de-France
A linha 8 do Tramway d'Île-de-France, também conhecido sob o nome de Tram'y e conhecida como linha T8, é uma linha de tramway localizada ao norte do subúrbio parisiense inaugurada em 16 de dezembro de 2014. Com 8,45 km, a linha de tramway liga em bifurcação a estação de metrô Saint-Denis - Porte de Paris (linha 13) à estação de Villetaneuse-Université (T11 Express) e à estação de Épinay-Orgemont.

Plano da linha.

## História

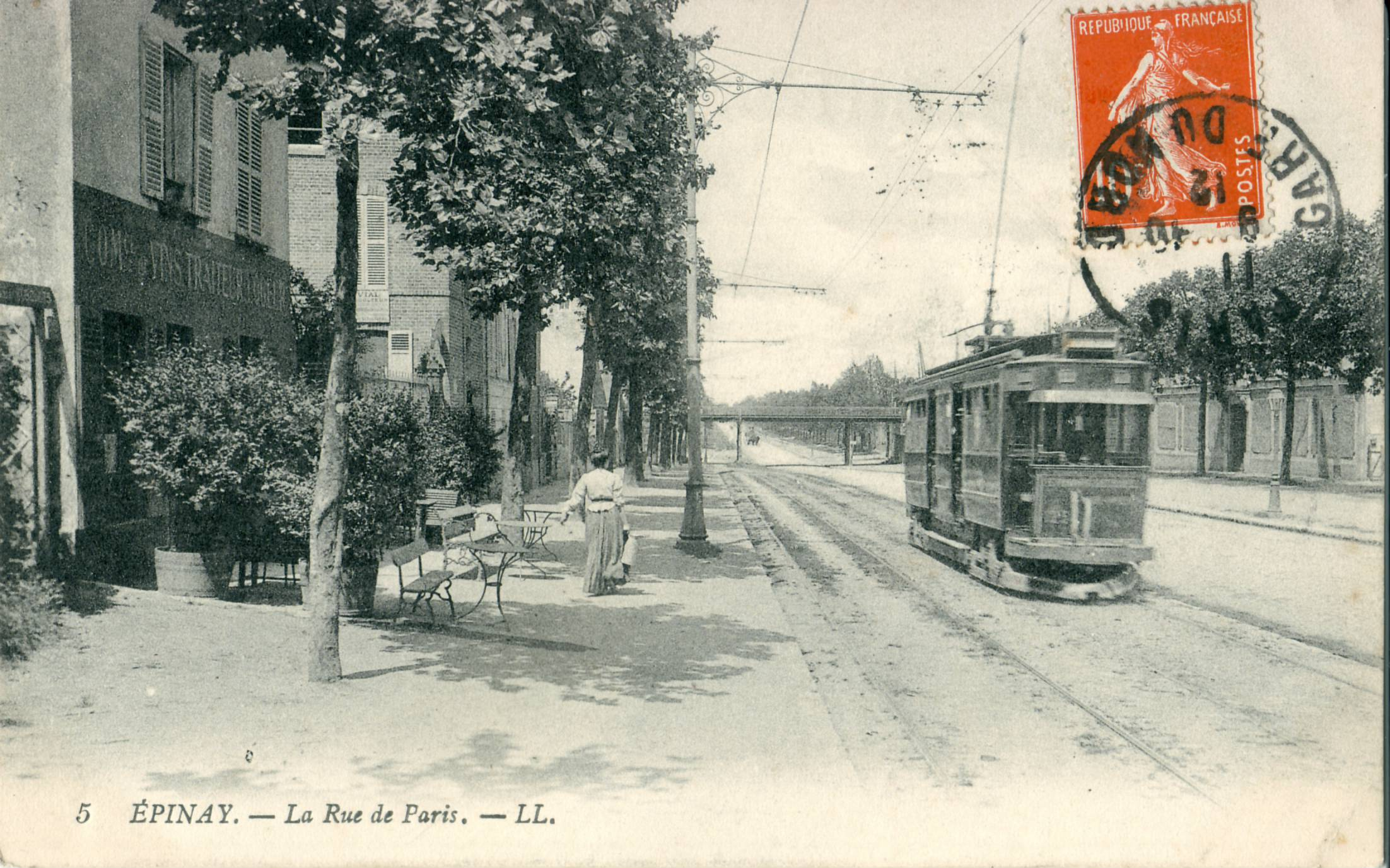
O tramway Enghien - Trinité na Estrada nacional 14 para Épinay-sur-Seine, antes de 1912.

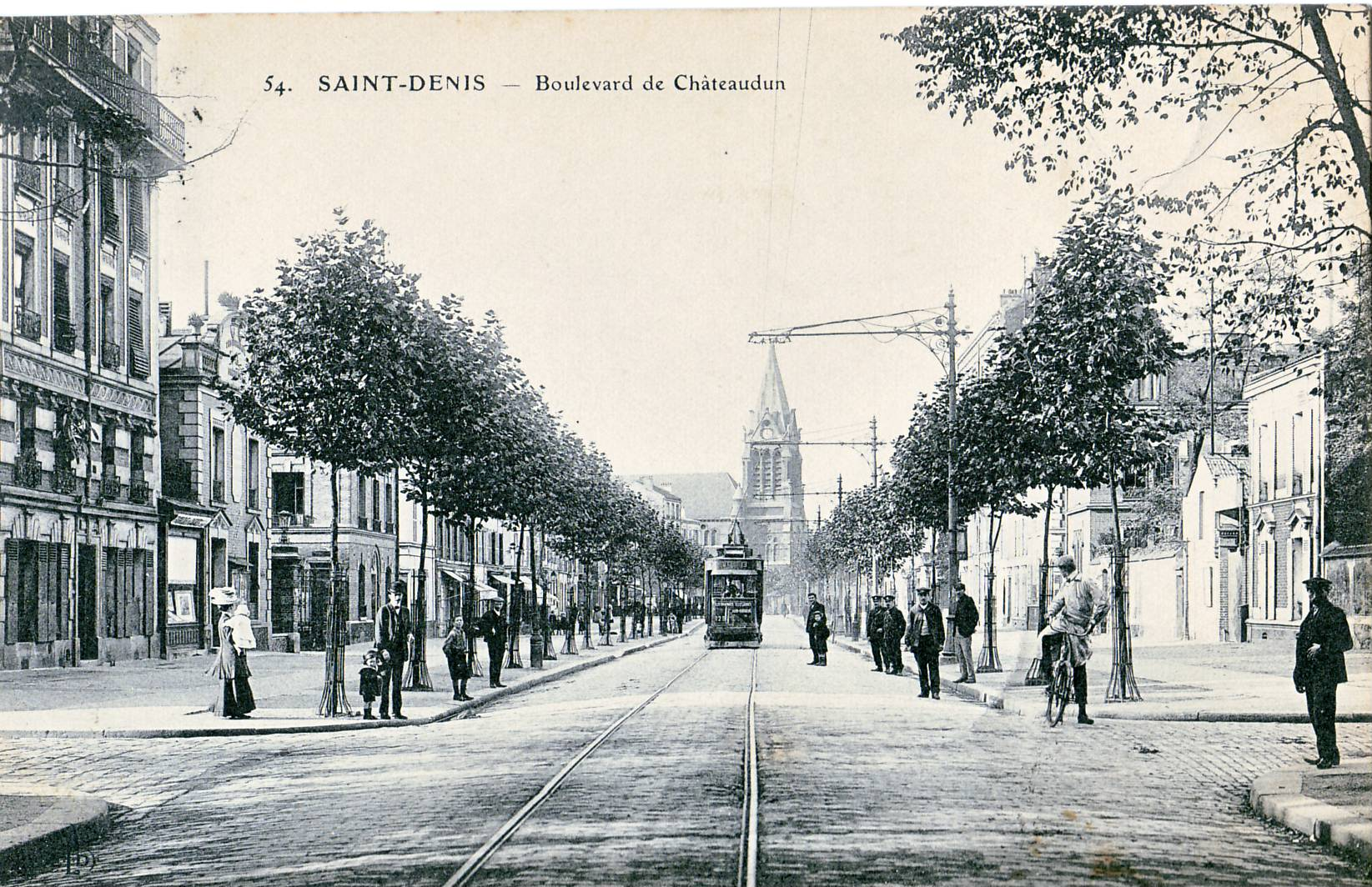
A via única do tramway da avenue Jules-Guesde em Saint-Denis.

Esta linha de Enghien (Cygne d'Enghien) Trinité (Église de la Trinité em Paris) foi inaugurada pela Compagnie des Tramways électriques du Nord-Parisiens em 26 de setembro de 1900. Ela foi estendida em 19 de abril de 1908 até a Estação de Enghien.
Os tramways foram estendidos ao dépôt de la Briche, que foi situado perto do Carrefour des Mobiles em Épinay, no atual Boulevard Foch.
Durante a fusão de várias companhias de tramways parisienses na STCRP, a linha tinha o número 54.
Ela foi suprimida em 25 de março de 1935 e substituída por linhas de ônibus, incluindo a atual linha de bus RATP 254.
Villetaneuse nunca foi servida antes pelas linhas de tramway, apesar dos pedidos do conselho municipal, que teria querido antes da Primeira Guerra Mundial que os tramways que serviam Pierrefitte-sur-Seine a partir de Saint-Denis tivessem um ramo para a antiga prefeitura de Villetaneuse, que teria emprestado a rue Gabriel-Péri em Pierrefitte e a avenida Jean-Jaurès em Villetaneuse

### Projeto Tram'Y
A fim de melhorar os deslocamentos de subúrbio a subúrbio no interior do departamento de Seine-Saint-Denis e mais particularmente da Comunidade de aglomeração Plaine-Commune e de servir o campus de Villetaneuse, única universidade da região parisiense a não ser acessível por uma modo pesado de transporte público, a criação de uma linha para servir desde Saint-Denis as comunas de Villetaneuse e Épinay-sur-Seine foi inscrito em 1999 no Contrato de projetos Estado-região 2000-2006, com um orçamento de 191 milhões de euros. O financiamento para o projeto foi previsto na altura de 144,83 milhões de euros (valor 2000), repartidos entre a Região Ilha de França (44,1%), o Estado (26,5%), a RATP (17,6%) e o Conselho geral de Seine-Saint-Denis (11,8%). A RATP também ofereceu financiamento na altura de 36,6 milhões de euros em relação ao material rodante. As coletividades exigiam que o próximo Contrato de Projeto Estado-Região financiasse o balanço desse projeto.
De 18 de junho a 13 de julho de 2001, a consulta prévia foi organizada.
Em 4 de fevereiro de 2003, o Sindicato de Transportes da Île-de-France (STIF) aprovou o esquema de princípio.

### Tramway chamado T8
Em 11 de fevereiro de 2009, o STIF decidiu atribuir a esta linha, o número "8".
Em junho de 2010, as obras começaram com um mês de atraso.
A marcha branca começou em 18 de novembro de 2014, e continuou até 15 de dezembro de 2014.

## Estações

Traçado geográfico exato da linha T8.

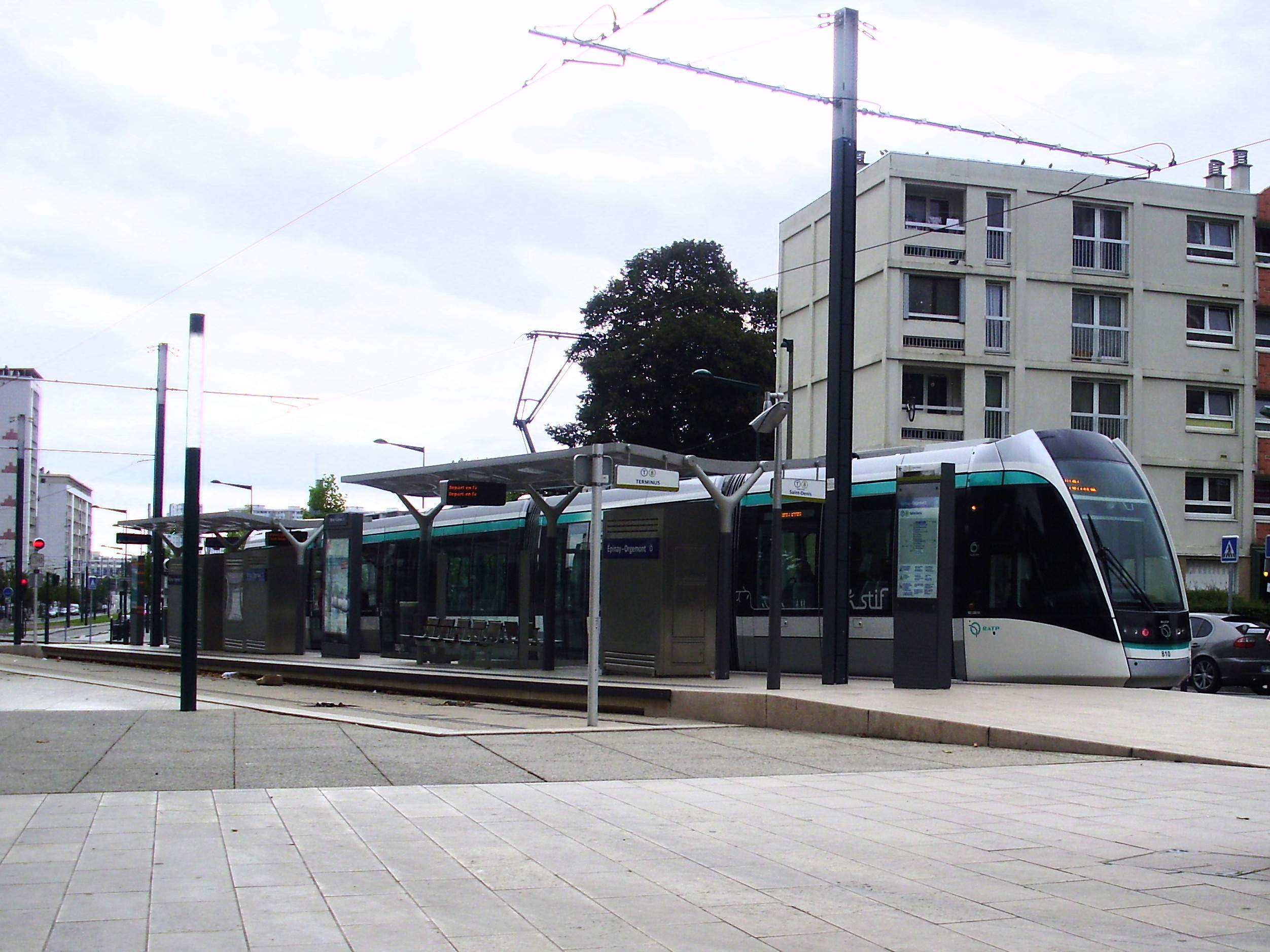
Estação Épinay-Orgemont em Epinay-sur-Seine.

- Saint-Denis - Porte de Paris
- Pierre De Geyter
- Saint-Denis - Gare
- Paul Éluard
- Delaunay-Belleville
- César
- Jean Vilar
- Pablo Neruda
- Villetaneuse-Université
- Blumenthal
- Les Mobiles
- Les Béatus
- Rose Bertin
- Lacépède
- Gilbert Bonnemaison
- Épinay-sur-Seine - Gare
- Épinay-Orgemont

## Extensões

### Extensão para o sul
Uma extensão do Tram'Y foi planejada para o sul no contexto do processo de eleição da cidade-sede dos Jogos Olímpicos de 2012 ("Paris 2012"), a fim de servir o bairro olímpico.
A linha deverá continuar a partir de Saint-Denis-Porte de Paris a La Plaine Saint-Denis, servindo a cité des Francs-Moisins em Saint-Denis, o Stade de France, a estação de La Plaine - Stade de France, a estação Front Populaire da extensão da linha 12, a Porte d'Aubervilliers e terminando na estação Rosa-Parks, dando assim correspondência com o RER E e a linha de tramway T3b.

### Extensões para o norte e para o oeste

#### Para o norte
As cidades vizinhas expressaram seus desejos de que seja estendido até elas o Tram'Y: Montmagny para a ramificação de Villetaneuse e Argenteuil, pela de Épinay-sur-Seine. Estes desejos que ainda não foram levados em conta.

#### Para o oeste
A Comunidade de aglomeração du Parisis e as comunas limítrofes bem como a Comunidade de aglomeração de Cergy-Pontoise pediram em dezembro de 2010, a extensão dessa linha como um corredor para Cergy através da RD 14 para fornecer um transporte coletivo, em grande medida insuficiente no Val-d'Oise, e reduzir o tráfego rodoviário gerado por esta falta de transporte.
Uma primeira fase poderia ligar a Patte d'Oie d'Herblay constituindo uma junção através da RD 392 por extensão da linha de tramway T2, alcançada em Bezons em 2012. A segunda fase ligaria a Patte d'Oie d'Herblay na aglomeração de Cergy-Pontoise, sempre seguindo o traçado da RD 14 e, em seguida, a auto-estrada A15.